# Wieragrund von Schwalmstadt
Wieragrund von Schwalmstadt este o arie protejată (arie specială de conservare — SAC, sit de importanță comunitară — SCI) din Germania întinsă pe o suprafață de 72,34 ha, integral pe uscat.

## Localizare
Centrul sitului Wieragrund von Schwalmstadt este situat la coordonatele 50°53′37″N 9°09′33″E / 50.8936°N 9.1592°E.

## Înființare
Situl Wieragrund von Schwalmstadt a fost declarat sit de importanță comunitară în iunie 2000 pentru a proteja 2 specii de animale. Situl a fost protejat și ca arie specială de conservare în martie 2008.

## Biodiversitate
Situată în ecoregiunea continentală, aria protejată conține 3 habitate naturale: Cursuri de apă de la nivel de câmpie la nivel montan, cu vegetație Ranunculion fluitantis și Callitricho-Batrachion, Fânețe de joasă altitudine (Alopecurus pratensis, Sanguisorba officinalis), Păduri aluvionare cu Alnus glutinosa și Fraxinus excelsior (Alno-Padion, Alnion incanae, Salicion albae).
La baza desemnării sitului se află mai multe specii protejate de  păsări (2): lăcar-de-mlaștină (Acrocephalus palustris), pescăruș albastru (Alcedo atthis).
Pe lângă speciile protejate, pe teritoriul sitului au mai fost identificate 6 specii de plante, 1 specie de amfibieni, 4 specii de nevertebrate, 1 specie de reptile.